# Đảo Mangere
Đảo Mangere là một phần của quần đảo Chatham, nằm khoảng 800 kilômét (500 mi) về phía đông của Đảo Nam New Zealand và có diện tích 113 hécta (279 mẫu Anh). Hòn đảo nằm ngoài khơi bờ biển phía tây của đảo Pitt, 45 kilômét (28 mi) về phía đông nam của thuộc địa chính tại Chatham, Waitangi trên đảo Chatham.
Mangere và gần đó Tapuaenuku (Little Mangere) là phần còn lại của ngọn núi lửa cỗ bị ăn mòn từ Thế Pliocen. Điểm cao nhất của hòn đảo Whakapa với độ cao 292 mét (958 ft) so với mực nước biển.
Cho đến những năm 1890, Rừng trên đảo bị phá để chăn thả những con cừu, thỏ và sau đó mèo cũng có ở nơi đây nhưng đã chết. Đến năm 1966, hòn đảo được mua lại bởi chính phủ New Zealand và được công bố như một khu bảo tồn. Những con cừu cuối cùng được loại bỏ vào năm 1968 và việc phục hồi hòn đảo bắt đầu vào năm 1973, hiện vẫn đang tiếp tục.
Một số loài chim đặc hữu của đảo Chatham đang dần quay lại nơi đây, dẽ giun Chatham năm 1970, black robin in 1976, Chatham tomtit năm 1987 và shore plover vào những năm 1990.